# Dummy Boy
Dummy Boy ist das Debütalbum des US-amerikanischen Rappers 6ix9ine. Es erschien am 27. November 2018.

## Hintergründe
Bereits im Februar 2018 veröffentlichte 6ix9ine mit Day69 ein in einigen Ländern äußerst erfolgreiches Mixtape, mit welchem es ihm gelang, in die Top Ten der US-amerikanischen Charts einzusteigen. Diesem kommerziellen Durchbruch folgte allerdings eine Zeit, in der der Musiker vor allem durch Konflikte mit dem Gesetz Schlagzeilen machte. Wegen organisiertem Verbrechen und illegalem Waffenbesitz muss sich der Rapper in einem noch laufenden Prozess vor Gericht verantworten, wobei ihm eine 32-jährige Haft bevorstehen konnte. Aufgrund dieser privaten Umstände wurde der ursprünglich für den 23. November 2018 angesetzte Veröffentlichungstermin von Dummy Boy zunächst auf unbestimmte Zeit verschoben. Als das Album jedoch kurz darauf in Form eines Leaks frei zugänglich im Internet auftauchte, entschloss man sich, das Werk vier Tage später doch offiziell herauszugeben. 6ix9ine saß zu diesem Zeitpunkt noch in Untersuchungshaft.
Mit Tay Keith, DJNekoLito, CuBeatz, Murda Beatz, YoungLan, Felipe S, Scott Storch, Avedan, Sool Got Hits, Ronny J, Ovy on the Drums, Michael Mora, Boi-1da, DJ SpinKing und Take a Daytrip wirkte eine hohe Anzahl an Produzenten an der Entstehung der Musik mit, außerdem konnten einige kommerziell äußerst erfolgreiche Gastmusiker für das Projekt gewonnen werden; lediglich der Titel Wondo kommt ohne Feature aus. Die Interpreten Nicki Minaj, Kanye West und Anuel AA sind dabei auf jeweils zwei Liedern zu hören. 6ix9ine schrieb an sämtlichen Songs mit, wobei er von den entsprechenden Duettpartnern und den Produzenten, sowie sporadisch einigen zusätzlichen Songwritern unterstützt wurde.
Von dem Album wurden vier Singles veröffentlicht: Tati, FEFE, Bebe und Stoopid. Fefe stieg auf Platz 3 der Hitparade der Vereinigten Staaten ein und wurde somit zum ersten Top-Ten-Hit des Musikers in seinem Heimatland. Das Lied verkaufte sich sehr gut und wurde mit Achtfachplatin ausgezeichnet, außerdem war es der erste Titel von 6ix9ine, der sich in den deutschen, österreichischen und Schweizer Charts behaupten konnte. Die anderen drei Auskopplungen, wie auch die nicht als Singles erhältlichen Lieder Kika, Rondo, Mama, Tic Toc und Waka, erzielten in den USA moderate Positionen. Kika wurde für den Musiker außerdem zum ersten Top-Ten-Hit im Vereinigten Königreich, wo es Platz 9 erreichte.
Bei der Auswertung der offiziellen US-amerikanischen Chartplatzierung des Albums durch Billboard kam es zu einigen Unklarheiten und Komplikationen. Nachdem bereits bekannt gegeben wurde, dass das Werk auf Platz 2 eingestiegen war, korrigierte sich das Magazin und erklärte Dummy Boy rückwirkend zum Spitzenreiter der besagten Woche. Diese Korrektur wurde allerdings Tage später wieder revidiert und das ursprünglich zum Nummer-eins-Album gekürte Werk Astroworld des Rappers Travis Scott behielt nun doch seinen Titel. Die Auszählung der betroffenen Zeitspanne erwies sich deshalb als derart schwierig, da sich die damaligen Verkaufszahlen der beiden Alben lediglich um etwa 200 Einheiten unterschieden, was laut dem Magazin „historisch nahe“ beieinander liegt.

## Musik und Texte
Dummy Boy ist vorwiegend dem Trapgenre zuzuschreiben und setzt häufig auf von tiefen 808-Bass Drums, schnellen Hi-Hats und Claps bzw. Snares dominierte Instrumentale. Durch starke Dancehall-Elemente einzelner Songs gibt es außerdem auch vermehrt Beats, die dem vor allem in Europa populären Hybridgenre Afrotrap entsprechen. Neben seinem bis dato überwiegend verwendeten energischen, an Screamo erinnernden Rap trägt 6ix9ine seine Lieder auch mit ruhiger Stimme oder ansatzweise gesungen vor. Dabei verwendet er wiederholt auch den Stimmeffekt Autotune. Die Texte des Albums setzen sich unter anderem mit Kriminalität, der Libido des Rappers und den Vorurteilen gegenüber seiner mexikanischen Herkunft auseinander.

## Covergestaltung
Das mit 3D-Animation erstellte Cover zeigt einen stark nach dem Kindchenschema stilisierten 6ix9ine, der, eine rote Jacke tragend und grinsend über die Schulter blickend, von der Kamera abgewandt steht. Er uriniert einen in einem bunten Farbschema gehaltenen Harnstrahl auf einen im Schachbrettmuster gestalteten Fußboden, der in völliger Dunkelheit mündet.

## Titelliste
| Nr. | Titel                                  | Länge |
| --- | -------------------------------------- | ----- |
| 1.  | Stoopid (feat. Bobby Shmurda)          | 2:32  |
| 2.  | Fefe (feat. Nicki Minaj & Murda Beatz) | 2:59  |
| 3.  | Tic Toc (feat. Lil Baby)               | 2:15  |
| 4.  | Kika (feat. Tory Lanez)                | 2:16  |
| 5.  | Mama (feat. Kanye West & Nicki Minaj)  | 3:12  |
| 6.  | Waka (feat. A Boogie wit da Hoodie)    | 2:08  |
| 7.  | Bebe (feat. Anuel AA)                  | 3:37  |
| 8.  | Mala (feat. Anuel AA)                  | 3:26  |
| 9.  | Kanga (feat. Kanye West)               | 2:12  |
| 10. | Feefa (feat. Gunna)                    | 2:43  |
| 11. | Tati (feat. DJ SpinKing)               | 2:34  |
| 12. | Wondo                                  | 2:01  |
| 13. | Dummy (feat. TrifeDrew)                | 2:35  |

## Kritiken
Dummy Boy erhielt im englischsprachigen Raum nahezu einhellig negative Kritiken und wurde meistens härter verrissen als 6ix9ines vorheriges, bereits unterdurchschnittlich bewertetes Mixtape. Das Album wurde als seelenlos und überraschungsarm und der Künstler als lyrisch talentlos und in seinem Vortrag nervtötend rezipiert. Es wurde empfunden, dass die Beiträge der Gastmusiker deutlich besser als jene des Hauptinterpreten klängen. Einige Kritiker äußerten sich in ihren Albumbesprechungen zudem auch negativ zur Privatperson 6ix9ine.
In Deutschland hingegen fiel das Urteil gemischt aus, und anders als das durchwegs schlecht bewertete Day69 konnte Dummy Boy einige Kritiker von sich überzeugen. Gelobt wurde hier 6ix9ines Gespür für Hits, sowie sein Charisma, das seine mangelnde Finesse wettmachen würde. Zwar wurde ihm auch kein nennenswertes musikalisches Talent zugesprochen, die Energie seiner Performance würde die Lieder allerdings so weit tragen, dass sie viel Wiedererkennungswert besitzen und Spaß machen würden. Sehr gut rezipiert wurden auch die Gastmusiker und die Beats.

## Kommerzieller Erfolg

### Chartplatzierungen
Dummy Boy war in mehreren Ländern ein großer kommerzieller Erfolg. In den USA, Kanada und Schweden erreichte es jeweils Platz 2 der Charts, und auch in den Niederlanden, Norwegen, Dänemark und Neuseeland konnte es sich in den Top Ten platzieren. In Finnland reichten die Verkaufszahlen sogar für die Spitze der Hitparade. Trotz einer erfolgreichen Single und gesteigertem Medieninteresse verkaufte sich das Werk im deutschsprachigen Raum jedoch nur moderat bis schlecht. Während es dem Album in Österreich und der Schweiz gelang, auf die Plätze 35 und 30 zu klettern, konnte es sich nicht in den deutschen Charts beweisen.
| ChartsChartplatzierungen       | Höchstplatzierung | Wochen |
| ------------------------------ | ----------------- | ------ |
| Österreich (Ö3)                | 35 (8 Wo.)        | 8      |
| Schweiz (IFPI)                 | 30 (15 Wo.)       | 15     |
| Vereinigte Staaten (Billboard) | 2 (26 Wo.)        | 26     |
| Vereinigtes Königreich (OCC)   | 30 (13 Wo.)       | 13     |

| ChartsJahrescharts (2019)      | Platzierung |
| ------------------------------ | ----------- |
| Vereinigte Staaten (Billboard) | 79          |

### Auszeichnungen für Musikverkäufe
| Land/Region                  | Auszeichnungen für Musikverkäufe (Land/Region, Auszeichnung, Verkäufe) | Verkäufe  |
| ---------------------------- | ---------------------------------------------------------------------- | --------- |
| Dänemark (IFPI)              | Platin                                                                 | 20.000    |
| Frankreich (SNEP)            | Gold                                                                   | 50.000    |
| Italien (FIMI)               | Gold                                                                   | 25.000    |
| Neuseeland (RMNZ)            | Gold                                                                   | 7.500     |
| Vereinigte Staaten (RIAA)    | Platin                                                                 | 1.000.000 |
| Vereinigtes Königreich (BPI) | Gold                                                                   | 100.000   |
| Insgesamt                    | 4× Gold · 2× Platin ·                                                  | 1.202.500 |